# 界头庙乡
界头庙乡是中国陕西省延安市黄龙县下辖的一个乡。

## 行政区划
界头庙乡下辖以下行政区：
界头庙村、西石林村、马莲坪村、红罗圈村、山合村、刘家塬村、景家塬村、界子河村、神地村、石家庄村、白家塬村、小峪村